# 博爾斯科耶區
53°02′17″N 51°42′22″E / 53.03806°N 51.70611°E
博爾斯科耶區（俄语：Борский район），是俄羅斯的一個區，位於該國西南部，由薩馬拉州負責管轄，面積2,103平方公里，2010年該區人口24,433，人口密度每平方公里11.62人。